# Беляков, Валерий Николаевич
Вале́рий Никола́евич Беляко́в (13 апреля 1953) — советский хоккеист (хоккей на траве), полевой игрок. Бронзовый призёр летних Олимпийских игр 1980 года.

## Биография
Валерий Беляков родился 13 апреля 1953 года.
Играл в хоккей на траве за московские «Фили».
В 1980 году вошёл в состав сборной СССР по хоккею на траве на летних Олимпийских играх в Москве и завоевал бронзовую медаль. Играл в поле, провёл 6 матчей, забил 2 мяча (по одному в ворота сборных Кубы и Польши).
Заслуженный мастер спорта СССР.
По окончании игровой карьеры стал тренером. В 2001 году тренировал женскую сборную России по хоккею на траве.